# Râul Seaca, Bistrița
Râul Seaca este un curs de apă, afluent al râului Bistricioara.